# The Cutter (пісня)
«The Cutter» — це другий сингл, британського, пост-панк-гурту, Echo & the Bunnymen, який вийшов 14 січня 1983, року пісня досягла 8-го, місця, в UK Singles Chart,  і 10-го, в Irish Singles Chart. У пісні присутні елементи екзотичних музичних інструментів, що надають звучання в стилі інді-року, нової хвилі, основним жанром пісні є пост-панк.